# Ruan (Loiret)
Ruan é uma comuna francesa na região administrativa do Centro, no departamento Loiret. Estende-se por uma área de 16,26 km². Em 2010 a comuna tinha 205 habitantes (densidade: 12,6 hab./km²).